# 朗施拉格
朗施拉格是奥地利下奥地利州茨韦特尔县的一个市镇。总面积60.99平方公里，总人口1846人，人口密度30.3人/平方公里（2005年）。